# Латур д’Овернь, Теофиль
Теофиль Мало Корре де Латур д’Овернь (фр. Théophile Malo Corret de la Tour d'Auvergne; 23 ноября 1743 — 28 июня 1800) — французский офицер. Наполеон I назвал его «первым гренадером Франции». Исследователь менгиров и дольменов, автор этих терминов. 

## Биография
Теофиль Мало Корре де Латур родился 23 ноября 1743 года в Каре-Плугере; был бретонцем, был сыном адвоката Корре, но считал своим предком незаконнорождённого брата великого Тюренна из рода Ла Тур д’Оверней и с разрешения последних добавил к собственной их фамилию.
Получив отличное образование, он поступил на военную службу, в один из мушкетерских полков. Тяготясь будничной гарнизонной службой, он рвался к кипучей деятельности и в 1779 году в чине капитана, отправился в Новый Свет сражаться войне независимость Соединённых Штатов.
Принятый в армию тринадцати восставших против власти Великобритании колоний рядовым, в качестве волонтёра, он скоро обратил на себя внимание командования своей храбростью, и ему предложили командовать отрядом волонтеров; но он отказался от этой чести, как и от пожизненной пенсии в 3000 франков, назначенной конгрессом США.

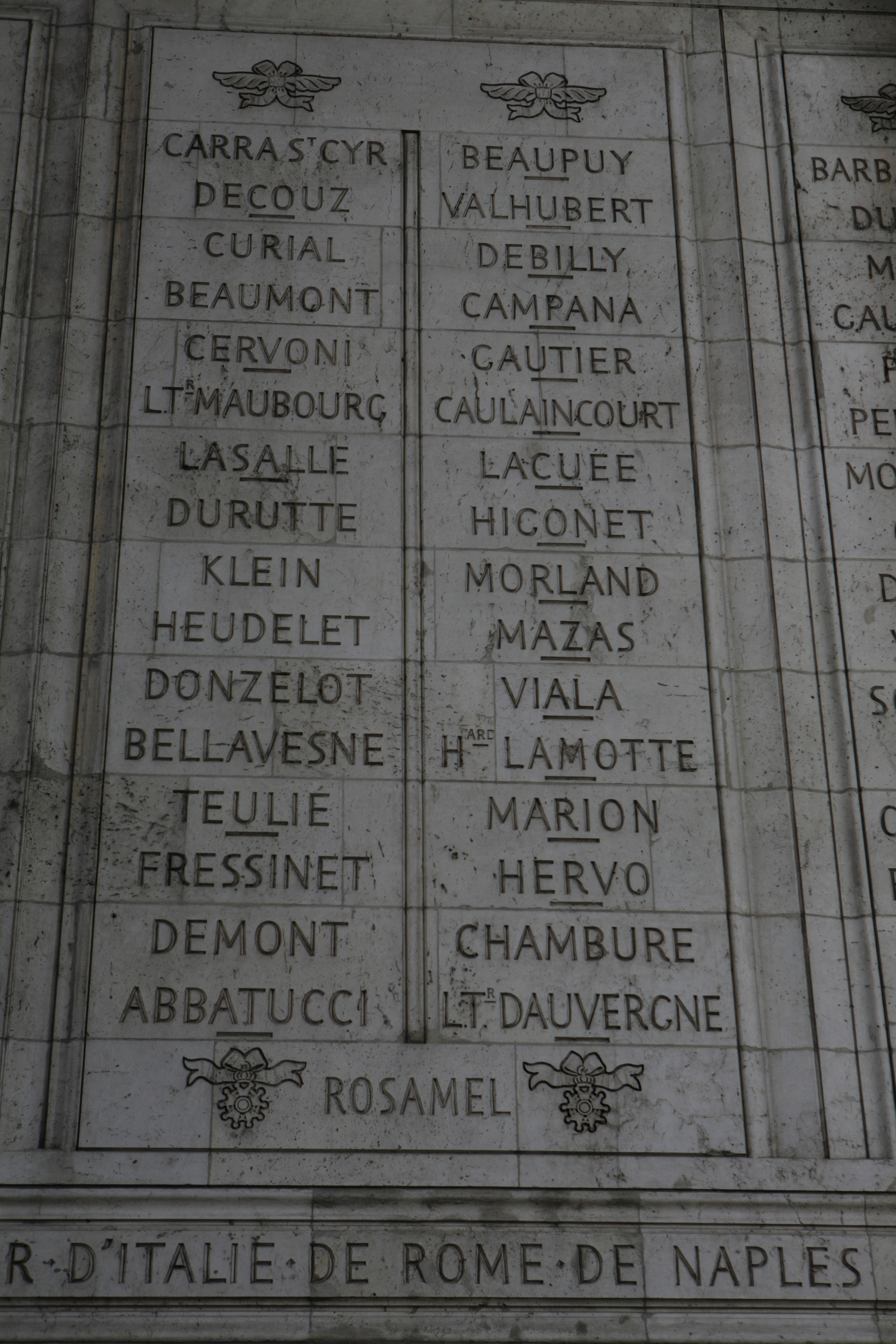
Корре де Латур д’Овернь
на Триумфальной арке в Париже

Вернувшись из Америки во Францию он снова прибыл в свой полк, где, одновременно со службой, занялся изучением литературных классиков и философских наук. Под влиянием этих занятий у него сложился образ мыслей, вполне совпадавший с начавшимся во Франции революционным движением, и, когда революция вспыхнула, он сразу примкнул к ней, вступив в республиканскую армию, сражался в Швейцарии и Испании. Нравственный авторитет его в войсках был столь велик, что высшие начальники ничего не предпринимали, не посоветовавшись с Латуром, хотя он всё еще оставался капитаном и энергично отклонял всякие награды. Но начальству удалось убедить его встать во главе восьмитысячного гренадерского корпуса во время Революционных войн, который, под его командованием стал до того страшен врагам, что получил прозвище «адская колонна».
Сенат избрал Латура членом законодательного собрания; однако, он заявил, что он надеется принести родине больше пользы в рядах армии. Тогда военный министр Карно прислал ему почетную саблю и звание «первого гренадера французской республики». Корре де Латур д’Овернь принял саблю, но от титула категорически отказался, не желая ничем выделяться среди своих гренадеров, которых он всех считал себе равными.
Теофиль Мало Корре де Латур д’Овернь погиб 27 июня 1800 года в сражении при Нойбурге, пронзённый пикой. Словно предчувствуя свою гибель, Латур за 6 дней до смерти раздал бедным всё имущество. Отступавшие французы вынесли тело Латура из боя; однако, его гренадеры этому воспротивились: «Как, Вы хотите, чтобы тот, который ни разу не отступал при жизни, отступил бы после смерти! Вперед». И энергичной контр-атакой французы отбросили противника.
Вся армия облеклась после его смерти в траур. Имя Латура было оставлено навсегда в списках 46-го полка. На месте, где он погиб, был воздвигнут монумент, на котором, в память о скромности героя, было написано просто «Латур д’Овернь».
Теофиль Мало Корре де Латур д’Овернь активно интересовался прошлым своей родины; он был членом Кельтской академии (сообщество кельтоманов). В своих книгах «Nouvelles recherches sur la langue, l’origine et les antiquites des Bretons» и «Les origines gauloises» он, в частности, ввёл в употребление слова «дольмен» и «менгир».
Изображён на марке почтового блока Франции 1991 года.